# L'Appel du Nord (film, 1941)
Pour les articles homonymes, voir L'Appel du Nord.
Pour plus de détails, voir Fiche technique et Distribution.
L'Appel du Nord (titre original : Wild Geese Calling) est un film américain réalisé par John Brahm et sorti en 1941, d'après le roman de Stewart Edward White.

## Synopsis
Après plusieurs années de travail intermittent, John Murdock est devenu bûcheron dans une scierie du Nord de l'Amérique. Son patron lui propose le poste de contremaître, mais Murdock refuse. En effet, il ne vit que par sa vision des oies sauvages qui migrent et n'a qu'un rêve: les suivre dans leur voyage. Il s'est décidé à partir pour Seattle, pour retrouver un ancien ami, Blackie. À son arrivée dans cette ville, il fait la connaissance d'une danseuse de cabaret, Sally...

## Fiche technique
- Titre original : Wild Geese Calling
- Titre français : L'Appel du Nord
- Réalisation : John Brahm
- Scénario : Horace McCoy, d'après le roman de Stewart Edward White
- Chef-opérateur : Lucien Ballard
- Musique : Alfred Newman, David Buttolph et Cyril J. Mockridge (non crédités)
- Montage : Walter Thompson
- Décors : Thomas Little
- Production : Harry Joe Brown, Darryl F. Zanuck pour 20th Century Fox
- Durée : 77 minutes
- Date de sortie : 
  - États-Unis : 15 août 1941

## Distribution
- Henry Fonda : John Murdock
- Joan Bennett : Sally Murdock
- Warren William : Blackie Bedford
- Ona Munson : Clarabella
- Barton MacLane : Pirate Kelly
- Russell Simpson : Marshall Len Baker
- Iris Adrian : Mazie
- James C. Morton
- Paul Sutton
- Mary Field : Jennie Delaney
- Stanley Andrews : Delaney
- Charles Middleton : Docteur Jed Sloan
- Robert Emmett Keane : Ralph, serveur
- Adrian Morris : Guide
- George Melford
- Nestor Paiva
- Jack Pennick
- Lee Phelps